# Kläranlage Weimar

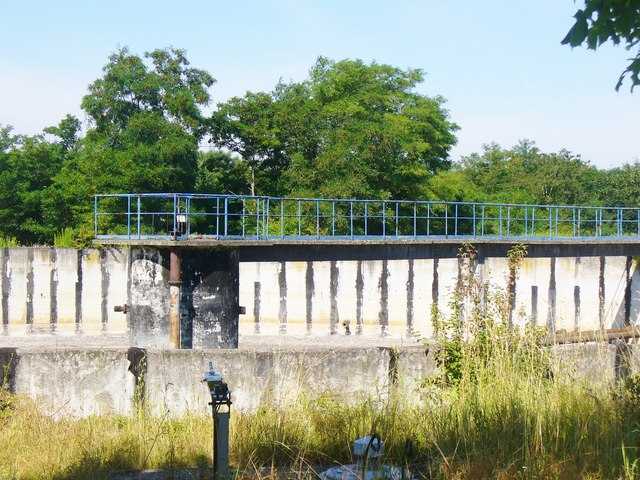
Teil der Kläranlage Weimar

In Tiefurt bei Weimar, unmittelbar an der Ilm, befindet sich die Kläranlage Weimar. An der Kläranlage vorbei führt der Ilmradweg.
Im Jahre 1964 wurde im Bereich Dürrenbacher Hütte/Tiefurt am Ilmbogen mit dem Bau einer Kläranlage begonnen. Sie hatte eine Bauzeit von 25 Jahren. Im Jahre 1989 erfolgte ihre Inbetriebnahme. Sie hatte nach dem damaligen Stand der Technik für die Anwohner und auch für Tiefurts Gäste eine starke Geruchsbelästigung zur Folge, sodass zwischen 1995 und 2001 umfassende Umbaumaßnahmen erforderlich wurden. Seither entspricht die Kläranlage den Richtlinien der EU. Im Jahre 2010 wurde die Anlage umfassend modernisiert. Dabei geht es auch um die energetische Optimierung der Faulgasverwertung auf der Kläranlage Weimar. Dabei wurden zwei 180 kW/elektrisch Blockheizkraftwerke (BHKW) installiert, die durch ein weiteres ergänzt werden sollen.
Das Klärwerk Weimar ist für 99.600 Einwohnerwerte (EW) ausgelegt. 80.000 EW sind zurzeit angeschlossen, weitere Anschlüsse sollen folgen. Betreiber der Anlage ist der Kommunalservice Weimar, ein Eigenbetrieb der Stadt. In der Kläranlage erfolgt die Abwasserbehandlung der Stadt Weimar und ihrer Ortsteile, die sukzessive an die Anlage angeschlossen werden sollen.
Aus der Abwasserreinigung fallen jährlich ca. 1.150 Tonnen Trockensubstanz von ausgefaultem und entwässertem Klärschlamm an. Im Rahmen einer anaeroben mesophilen Stabilisierung, mit anschließender mechanischer Entwässerung, wird ein nahezu schadloser und geruchsarmer in der Landwirtschaft verwertbarer Klärschlamm erzeugt. Diese Technologie der Schlammbehandlung, einschließlich der dazugehörigen Peripherien, wurde im Jahr 1999 in Betrieb genommen.
Die Bauhaus-Universität Weimar betreibt in der Kläranlage ein Versuchslabor.